# Aureliu Ciocoi

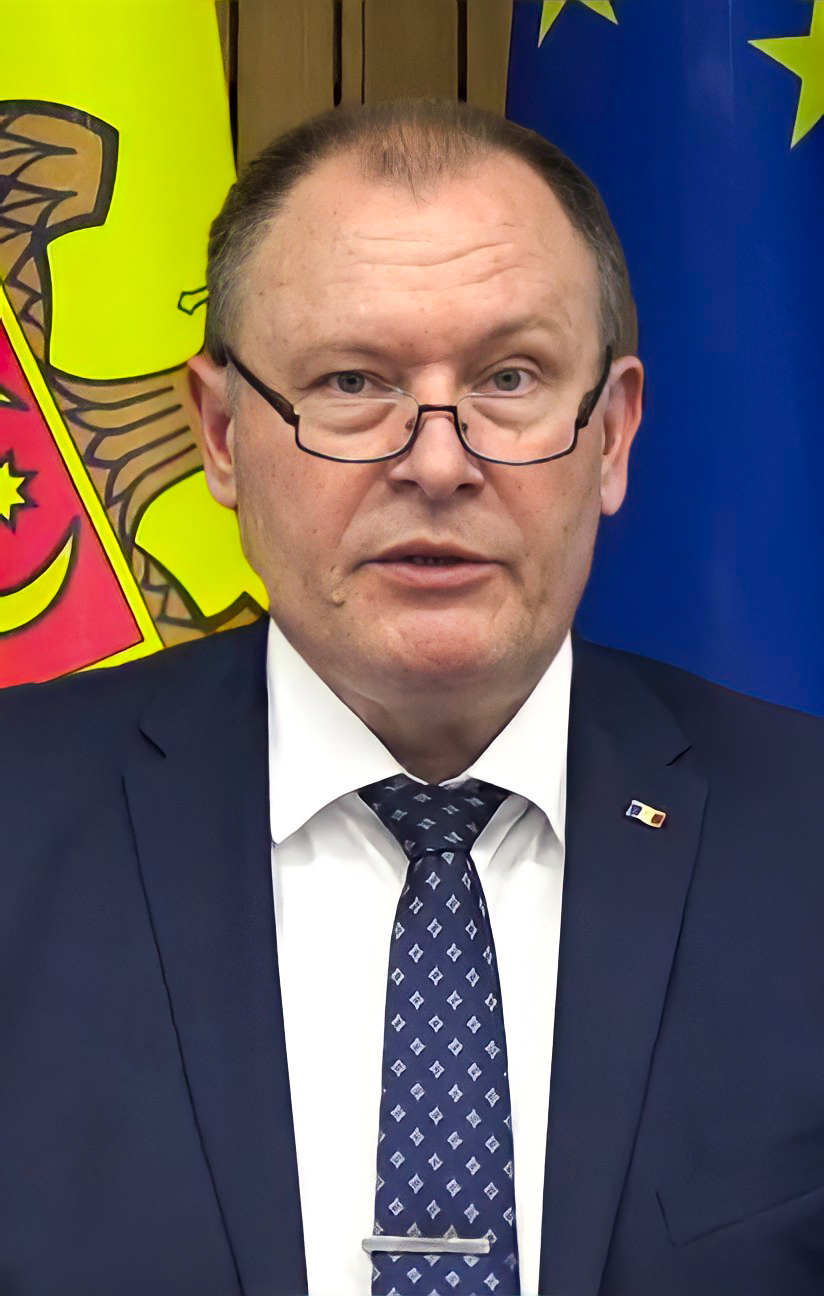
Aureliu Ciocoi (2021)

Aureliu Ciocoi (* 5. Juni 1968 in Chișinău) ist ein moldauischer Diplomat, der Botschafter in verschiedenen Ländern und zeitweise Außenminister seines Landes war. Seit dem 7. April 2022 ist er Botschafter der Republik Moldau in der Bundesrepublik Deutschland.

## Laufbahn
Aureliu Ciocoi wurde 1968 in Chișinău geboren. Von 1986 bis 1988 war er Soldat bei den sowjetischen Grenztruppen des KGB. Zwischen 1985 und 1992 studierte er an der Fakultät für Journalismus und Kommunikationswissenschaften der Staatlichen Universität Moldau. Von 1992 bis 1994 studierte er Internationale Beziehungen in Bukarest. Nach dem Zerfall der Sowjetunion wurde er Journalist für mehrere Tageszeitungen. Von 2010 bis 2015 arbeitete er als Botschafter in Deutschland und Dänemark sowie von 2015 bis 2017 in China und Vietnam. Außerdem war er 2017 kurzzeitig Botschafter in den Vereinigten Staaten. Von 2018 bis 2019 war er Berater von Präsident Igor Dodon in außenpolitischen Fragen. Das Amt des Außenministers hatte Ciocoi zwischen dem 14. November 2019 und dem 16. März 2020 inne. Vom 31. Dezember 2020 bis zum 6. August 2021 war er kommissarischer Ministerpräsident der Republik Moldau. Seit dem 7. April 2022 ist er Botschafter der Republik Moldau in der Bundesrepublik Deutschland.

## Persönliches
Ciocoi ist verheiratet und hat ein Kind. Er spricht Rumänisch, Russisch, Englisch, Deutsch und Französisch.

## Auszeichnungen
- Verdienstorden der Bundesrepublik Deutschland (2015)